# Lars Hillås Lingius
Lars Harald Hillås Lingius, tidigare Hillås, född 10 april 1959 i Vreta Klosters församling, Östergötlands län, har varit direktor för Swedish Christian Study Centre (SCSC) i Jerusalem. Han har tidigare arbetat som journalist vid Kyrkans tidning, Svenska Dagbladets kulturredaktion och medverkat i "Tankar för dagen" i Sveriges radios P1. Han tillträdde posten som direktor för SCSC 1 augusti 2012.
Lars studerade 2018 på Svenska kyrkans utbildningsinstitut och prästvigdes i Linköpings stift 17 juni 2018.